# MAD1L1
La proteína de control del ensamblaje del huso mitótico MAD1 (MAD1L1) es una proteína codificada en humanos por el gen MAD1L1.
MAD1L1 es un componente de la maquinaria del punto de control de la mitosis o del ensamblaje del huso mitótico que evita el inicio de la anafase hasta que el cromosoma está correctamente alineado en la metafase. MAD1L1 actúa en forma de homodímero e interacciona con MAD2L1. MAD1L1 también podría jugar un importante papel en el control del ciclo celular y en la supresión de tumores. Se han descrito tres variantes transcripcionales de este gen, que codifican la misma proteína.

## Interacciones
La proteína MAD1L1 ha demostrado ser capaz de interaccionar con:
- HDAC1[4]
- HDAC2[4]
- MAD2L1[5][6][7]